# Șanț (săpătură)

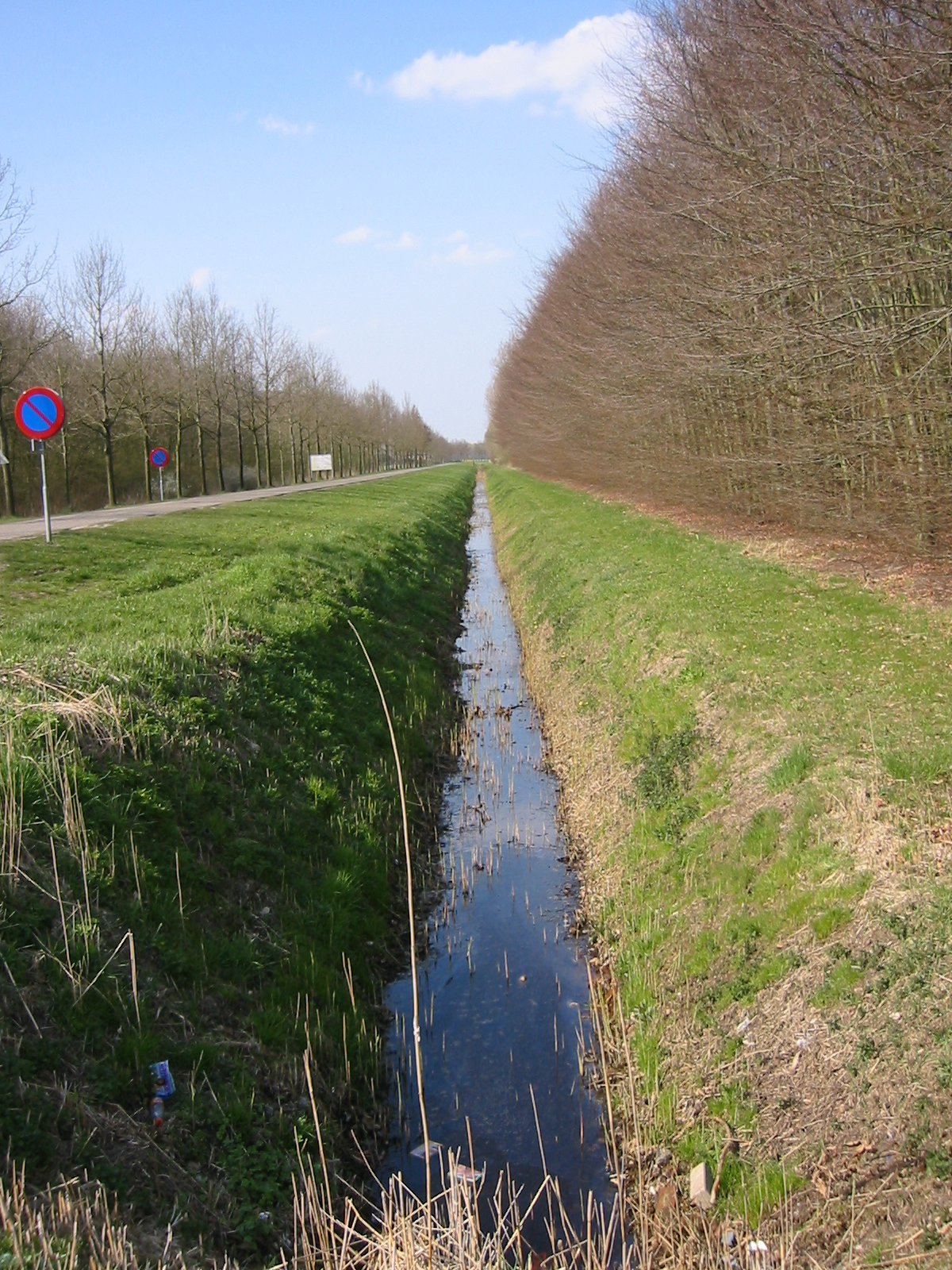
Un șanț bine menținut în Olanda

În această categorie se pot încadra șanțurile executate pentru explorări geologice, scopul lor este de a înlătura stratul de pământ pentru a ajunge la rocile din adâncime care pot conține filoane metalifere. Adâncimea lor poate fi foarte diferită în funcție de grosimea stratului de pământ.